# Ферсіг
Ферсіг (рум. Fersig) — село у повіті Марамуреш в Румунії. Входить до складу комуни Сатулунг.
Село розташоване на відстані 403 км на північний захід від Бухареста, 20 км на південний захід від Бая-Маре, 86 км на північ від Клуж-Напоки.

## Населення
За даними перепису населення 2002 року у селі проживала 731 особа. Усі жителі села рідною мовою назвали румунську.
Національний склад населення села:
| Національність | Кількість осіб | Відсоток |
| -------------- | -------------- | -------- |
| румуни         | 720            | 98,5%    |
| цигани         | 11             | 1,5%     |